# Catwoman's Whip
Catwoman's Whip (eerder Poison Ivy's Tangled Train) is een stalen achtbaan in het Amerikaanse attractiepark Six Flags New England te Springfield. De achtbaan is gethematiseerd naar het gelijknamige karakter uit de DC Comics serie; Catwoman.

## Voormalige naam en thema
De Catwoman's Whip was oorspronkelijk Poison Ivy's Tangled Train genoemd. Wegens onbekende redenen is deze naam in 2007 veranderd, naar het huidige Catwoman's Whip .
Al voor lange tijd waren er onduidelijkheden over de naam Poison Ivy's Tangled Train. Zo was de achtbaan op de officiële Six Flags site en op de parkplattegrond genaamd : Poison Ivy’s Twisted Train. Maar het bordje bij de ingang van de achtbaan zelf, had wel de juiste naam. In het begin van 2006 werd de naam op de Six Flags website veranderd, en had ook deze de juiste naam.